# 埃克森美孚

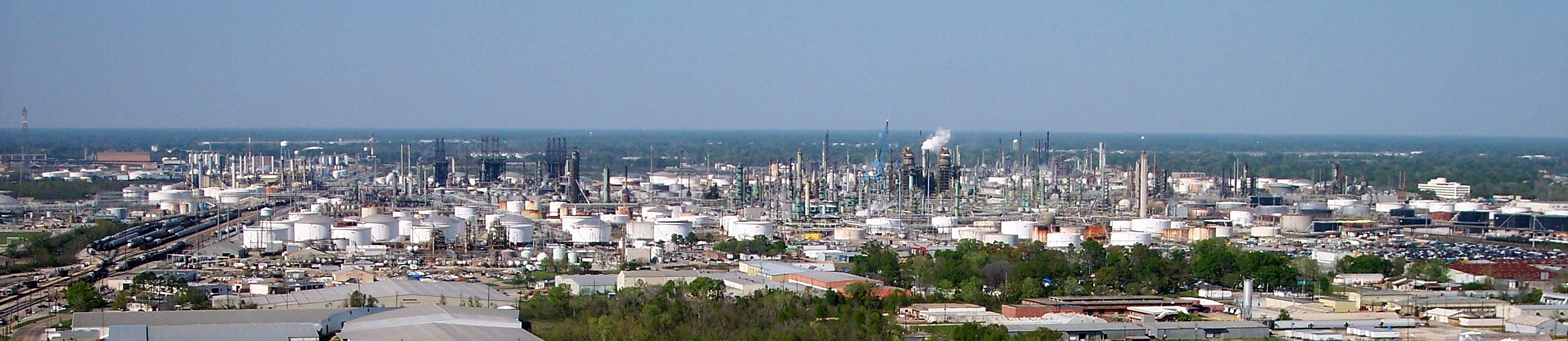
巴頓魯治 (路易西安納州)石油精煉廠

埃克森美孚（简称EM），也譯艾克森美孚，是一家总部位于美国得克萨斯州斯普林的跨国石油、天然气公司。公司形成于1999年11月30日，由埃克森和美孚合并而成。除去石油、天然气业务外，该公司也涉足化工领域，生产塑料、合成橡胶等。
它是世界上收入最高的公司之一，曾多次成为世界最大上市公司。2022年，它在财富美国500强中排名第6、财富世界500强中排名第12。此外，作为石油巨头，它是世界最大的私营石油公司和西方世界最大的石油公司。
由于环境污染和否认气候变化，该公司长期遭到批评，阿拉斯加港湾漏油事件即由该公司引发。此外，该公司也被指控侵犯人权、干涉美国政治等。

## 历史
埃克森和美孚早期都属于标准石油，在1911年反托拉斯时遭拆分。1998年12月1日，埃克森宣布将出资737亿美元购买美孚石油，当时两者分别是世界上最大和第三大石油公司，使得这次合并案成为当时历史上最大的合并案，打破了此前不久BP和Amoco创造的纪录。合并后，埃克森的李·雷蒙德继续担任董事长和CEO。
欧盟委员会和美国联邦贸易委员会分别在1999年9月29日和30日批准合并，作为交换，埃克森同意了欧洲委员会提出的解除与BP的合伙关系等条件。
2009年12月14日。埃克森美孚以總額410億美元，收購美國最大的天然氣生產商XTO能源。
2022年12月，埃克森美孚试图以4.07亿美元的价格出售乍得境內资产，但乍得政府反对交易。2023年3月24日，乍得政府将该埃克森美孚在乍得境內的所有资产和经营权收归国有。

## 组织
埃克森美孚总部位于美国德克萨斯州的欧文。该公司在全世界销售以埃克森、美孚、埃索为品牌的产品。它旗下还有诸如加拿大的帝国石油有限公司（69.6%所有权）以及名为海河海事公司的石油运输公司等数百家子公司。
現任公司董事長兼CEO為达伦·W·伍兹。

### 上游
其上游产业占据公司收入70%左右。2021年，该公司生产了大约300亿桶石油和油当量、381亿立方英尺的天然气。

## 批评
埃克森美孚被主要科学组织批评，因为它为了让全球变暖问题变得不确定而发起宣传错误信息的活动。